# اليوم العالمي للمسنين
اليوم العالمي للمسنين أو اليوم العالمي لكبار السن، هو أحد أعياد الأمم المتحدة ومناسبة سنوية عالمية يتم إحيائها في 1[ ؟ ] أكتوبر من كل سنة. في تاريخ 14 ديسمبر، 1990م صوتت جمعية الأمم المتحدة العامة لإقامة يوم 1 أكتوبر بمثابة اليوم العالمي للمسنين والمسجل في رؤية 45/106  وكان أول احتفال لليوم العالمي للمسنين بتاريخ 1 أكتوبر، 1991م أي في السنة التي تليها مباشرةً. يتم الاحتفال باليوم العالمي للمسنين لرفع نسبة الوعي بالمشاكل التي تواجه كبار السن، كالهرم وإساءة معاملة كبار السن. وهو أيضاً يوم للاحتفال بما أنجزه كبار السن للمجتمع. هذه الاحتفالية مشابهة ليوم الأجداد في أمريكا وكندا وكذلك إلى احتفالية التاسع المضاعف في الصين ويوم احترام المسنين في اليابان.

## بداية اعتماده

كندا: اليوم العالمي للمسنين برعاية إحدى الجمعيات المحلية.

سبق بداية اعتماد اليوم العالمي لكبار السن عدة مبادرات حتى توجت فئة المسنين بعيدها السنوي، منها:
- خطة عمل فيينا الدولية للشيخوخة والتي اعتمدتها الجمعية العالمية الأولى للشيخوخة في عام 1982 وأيدتها الجمعية العامة للأمم المتحدة بعد ذلك.
- اعتمدت الجمعية العامة للأمم المتحدة، بموجب القرار 46/91 مبادئ الأمم المتحدة المتعلقة بكبار السن في 16 ديسمبر 1991.
- حددت الجمعية العامة للأمم المتحدة، بموجب القرار 106/45 في 14 ديسمبر 1990، 1[ ؟ ] أكتوبر يوما دوليا لكبار السن.
- عام 2002، اعتمدت الجمعية العامة الثانية للشيخوخة خطة عمل مدريد الدولية المتعلقة بالشيخوخة، للاستجابة للفرص والتحديات في ما يتصل بالشيخوخة في القرن الحادي والعشرين، وتعزيز تنمية المجتمع لكل الفئات العمرية.

## الفئة المستهدفة

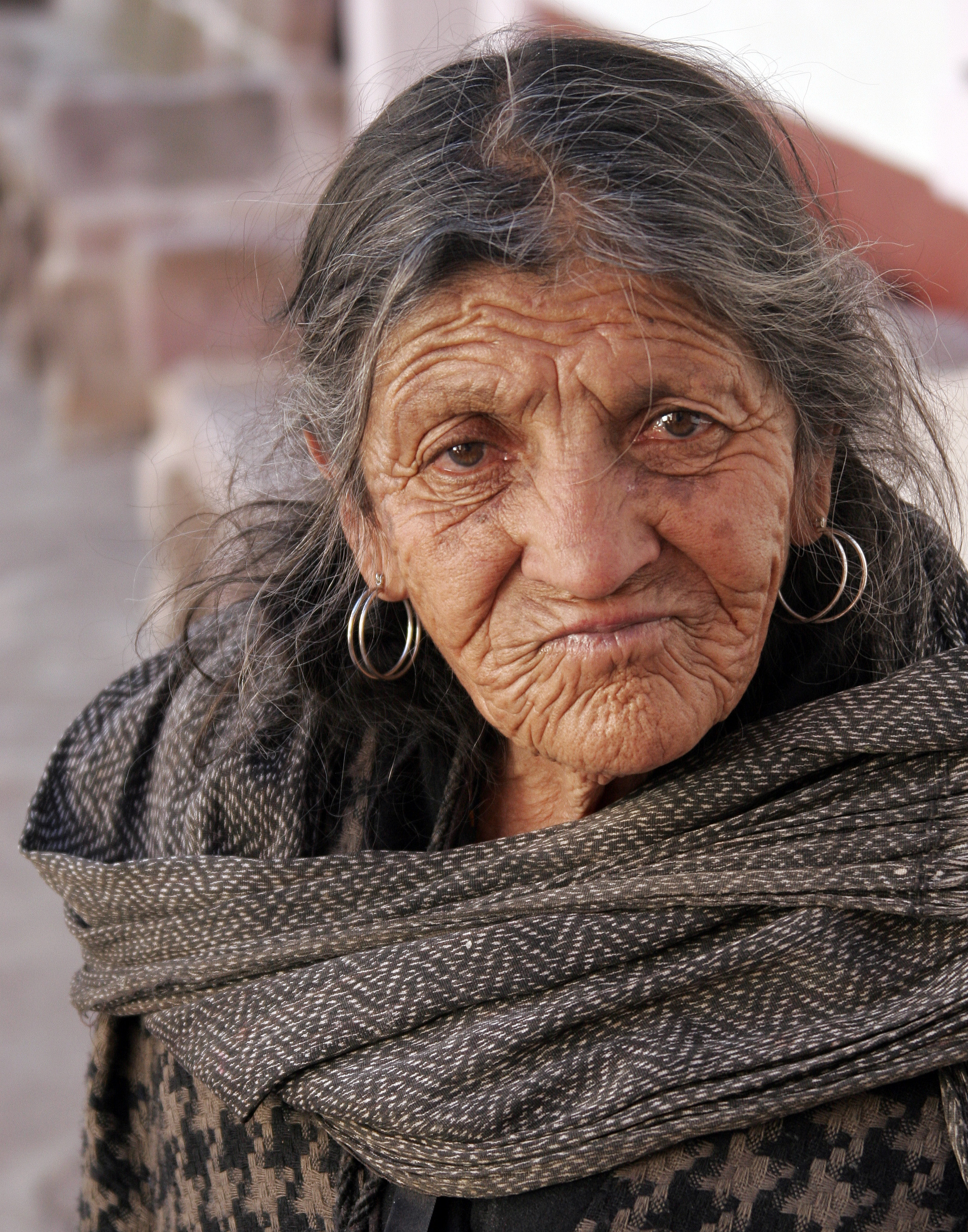
مرأة من المكسيك في مرحلة الشيخوخة.

يعمل كبار السن على تقديم إسهامات عدة للمجتمع من خلال العمل التطوعي ونقل الخبرات والمعرفة للأجيال الأخرى من خلال خبرتهم التي إكتسبوها في الحياة. ويبلغ عدد كبار السن (الأكثر من 60 عاما) في العالم حوالي 600 مليون نسمة (2012)، والذي يُتوقع أن يرتفع إلى ملياري نسمة بعد خمسين عاما.
المنظمات والفئات التي تحتفل بهذا اليوم العالمي هي:
- كبار السن من الجنسين.
- المؤسسات الحكومية التي ترعى المسنين.
- الجمعيات[ ؟ ] والمؤسسات الأهلية.
- الأفراد والأسر المعنية برعاية المسنين.
- العاملون في مجالات الرعاية الصحية وتأهيل المسنين.
- العاملون الصحيون في المراكز الصحية.

## أهداف ورسائل اليوم العالمي للمسنين

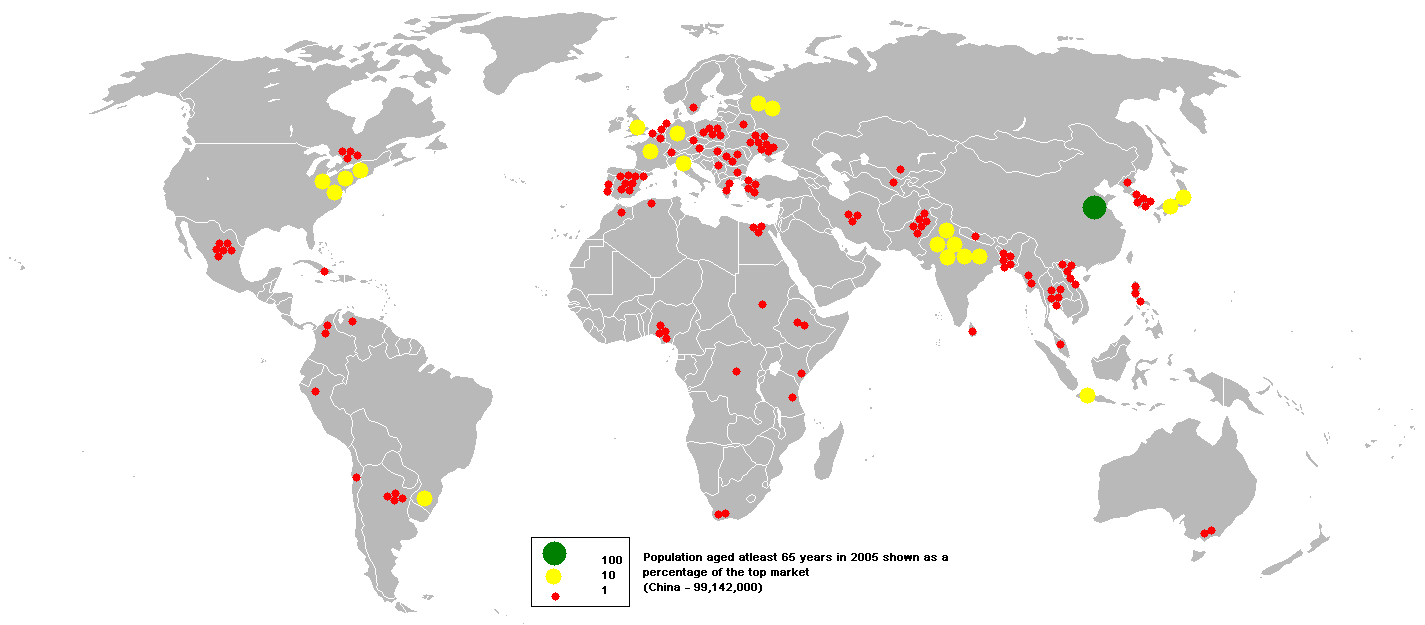
خريطة تبين تواجد كبار السن في العالم (2005).

تتلخص أهداف اعتماد اليوم العالمي للمسنين في لفت الانتباه إلى هذه الفئة العمرية التي ساهمت في تنمية المجتمعات وقدرتها على مواصلة المساهمة. وقد تتلخص أهداف هذا اليوم العالمي في:
- التوعية بأهمية الرعاية الوقائية والعلاجية لكبار السن.
- تعزيز الخدمات الصحية والوقاية من الأمراض، وتوفير التكنولوجيا الملائمة والتأهيل.
- تدريب الموظفين في مجال رعاية كبار السن.
- توفير المرافق اللازمة لتلبية احتياجات كبار السن (كدور العجزة).
- حث المنظمات غير الحكومية والأسر؛ لتقديم الدعم للمسنين لاتباع أسلوب صحي جيد.
- التعاون بين المؤسسات الحكومية والأسر والأفراد لتوفير بيئة جيدة لصحة ورفاهية المسنين.